# Delma plebeia
Delma plebeia — вид геконоподібних ящірок родини лусконогових (Pygopodidae). Ендемік Австралії. 

## Поширення і екологія
Delma plebeia мешкають на південному сході Квінсленда та на сході Нового Південного Уельсу. Вони живуть у сухих склерофітних лісах і рідколіссях з трав'яним підліском, трапляються на луках.